# Murtosaari (ö i Södra Karelen)
Murtosaari är en ö i Finland. Den ligger i sjön Pyhäjärvi och i kommunen Parikkala i den ekonomiska regionen  Imatra ekonomiska region  och landskapet Södra Karelen, i den sydöstra delen av landet, 300 km nordost om huvudstaden Helsingfors. Öns area är 16,7 hektar och dess största längd är 0,9 kilometer i sydöst-nordvästlig riktning.